# Zeta Bootis
Zeta Bootis (ζ Boo / 30 Bootis / HIP 71795) es una estrella binaria de magnitud aparente +3,78 en la constelación de Bootes, el pastor, cuyas componentes están separadas actualmente algo menos de 1 segundo de arco. Se encuentra a 180 años luz de distancia del sistema solar.
Las dos componentes del sistema son dos estrellas blancas de tipo espectral A2 o A3 clasificadas como gigantes o subgigantes, aunque la relación entre luminosidad y temperatura parece indicar que son estrellas de la secuencia principal. Las dos estrellas son muy similares: de brillo casi idéntico (magnitudes +4,52 y +4,55), su temperatura superficial es de 8750 K y la luminosidad de cada una de ellas es 38 veces mayor que la del Sol.
La separación media entre las dos estrellas es 33 UA con un período orbital de 123 años. La órbita tiene una excentricidad muy alta, una de las mayores que se conocen, lo que hace que la distancia entre las componentes varíe entre 1,4 y 64 UA. Cuando la distancia es máxima las estrellas se pueden separar con telescopio, mientras que con mímina separación (acaecida en 1897 y que vuelve a tener lugar en 2021) no se pueden resolver.